# Prințesa Victoria a Prusiei
Prințesa Victoria a Prusiei (Friederike Amalia Wilhelmine Viktoria) (12 aprilie 1866 – 13 noiembrie 1929) a fost al cincilea copil și a doua fiică a împăratului Frederic al III-lea al Germaniei și a soției lui, Victoria, Prințesă Regală care era fiica cea mare a reginei Victoria. Pentru public ea a fost întotdeauna Prințesa Victoria iar în familie a fost numită Moretta sau Tânăra Vicky.

## Biografie

### Primii ani

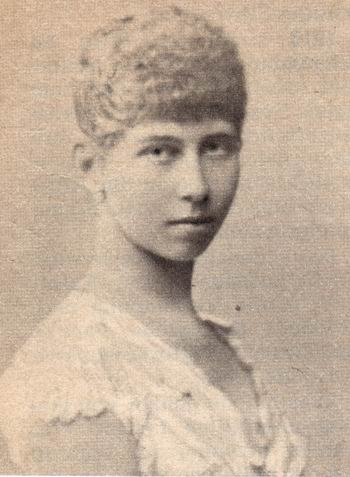
Un portret oficial al Prințesei Victoria a Prusiei.

Victoria a fost botezată la aniversarea bunicii ei la 24 mai 1866 la Palatul Potsdam. La fel ca surorile sale, Prințesa Sofia și Prințesa Margareta, Victoria a fost devotată mamei sale și a adoptat modul de viață englez.

### Alexander de Battenberg
În 1881, Prințul Alexandru de Battenberg, care a fost ales suveran al Bulgariei din 1879, a vizitat curtea Prusiei la cererea expresă a mamei Victoriei. Cum mama și bunica ei l-au recomandat pe Alexandru (sau 'Sandro') ca un posibil soț, Victoria a fost prinsă de entuziasmul lor și s-a îndrăgostit. Sandro, la fel ca și frații lui, era considerat extrem de atractiv fiind slab și elegant.
Pe de altă parte, Victoria nu era o frumusețe, fiind descrisă ca "un fel de sălbăticiune, o femeie scandinavă, care avea impetuozitatea mamei sale și o bucată din excentricitatea fratelui ei, Wilhelm ".
Deși părinții ei ar fi dorit această căsătorie, bunicul Victoriei, împăratului Wilhelm I și cancelarul său, Otto von Bismarck s-au opus căsătoriei: s-au temut că, dacă Victoria se căsătorește cu Sandro, țarul Alexandru al III-lea ar fi fost jignit, deoarece acțiunile lui Alexandru al Bulgariei îi iritau pe ruși. În cele din urmă, părinții Victoriei au dat înapoi, iar tânăra prințesă a renunțat la orice speranță de a se căsători cu Sandro.

### Căsătoria cu Adolf de Schaumburg-Lippe
Victoria s-a căsătorit cu Prințul Adolf de Schaumburg-Lippe, fiul cel mic al lui Adolf I, Prinț de Schaumburg-Lippe, la 19 noiembrie 1890. După ce în primele luni ale mariajului, Victoria a făcut un avort, cuplul n-a mai avut copii. Adolf a murit în 1916.
În ciuda faptului că tehnic a fost de partea Germaniei în Primul Război Mondial, Victoria a simpatizat cu cauza britanică. După război, ea l-a întâlnit pe vărul ei George al V-lea al Marii Britanii și și-a exprimat dorința ca ei să fie prieteni din nou. George i-a răspuns că nu crede că acest lucru va fi posibil pentru multă vreme.

### A doua căsătorie

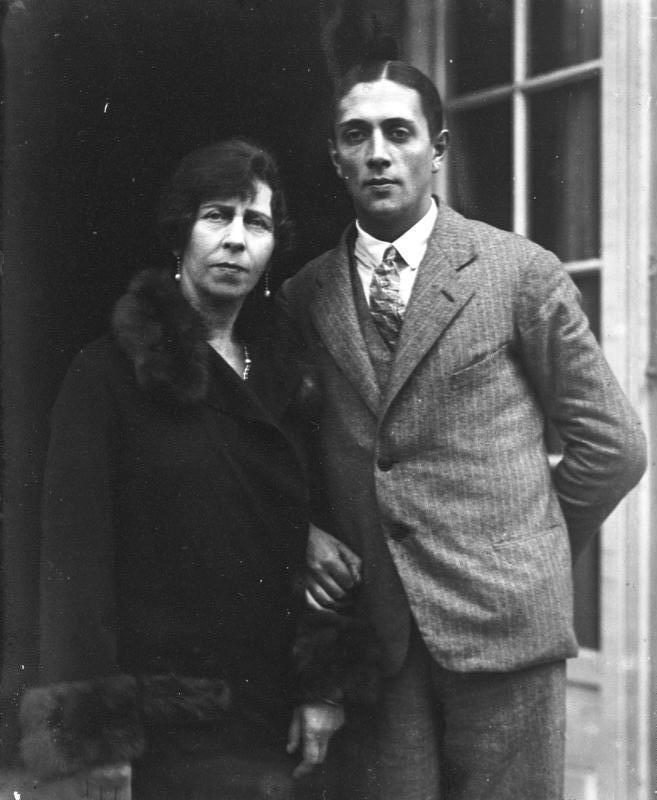
Prințesa Victoria a Prusiei cu cel de-al doilea soț, Alexander Zoubkoff, 1927.

La 19 noiembrie 1927, în ciuda dezaprobării fraților și surorilor sale, Victoria s-a căsătorit cu Alexander Zoubkoff, un refugiat rus descris ca fiind "dansator", care era cu 35 de ani mai mic decât Victoria.
În acea perioadă, finanțele ei erau într-o stare precară, și Zoubkoff a risipit o mare parte din puținii ei bani, pentru propria lui distracție și rareori întorcându-se la domiciliu matrimonial. În cele din urmă Victoria a fost nevoită să vândă mobila de la Palatul Schaumburg prin licitație.
Vânzarea a atras un interes mult mai mic decât s-a anticipat și The Times a descris că mai mult licitația a fost "fricoasă"; s-a estimat că încasările de la licitație ar fi acoperit doar o treime din datoriile ei (care erau de 900.000 de mărci sau 45.000 de lire sterline). După ce a părăsit Palatul Schaumburg, ea s-a mutat la Bonn, într-o singură cameră mobilată, într-o suburbie a Mehlem. A fost pe punctul de a divorța de Zoubkoff pe motiv că comportamentul său a dus la expulzarea sa din Germania, că era incapabil să o întrețină, și că "relațiile conjugale nu există". Cu numai câteva zile înainte ca anunțul să devină public, Victoria s-a îmbolnăvit grav de pneumonie și a murit într-un spital din Bonn la 13 noiembrie 1929.